# Assab
Assab (o Aseb, Ge'ez ዓሳብ ʿAsab) è una città portuale dell'Eritrea, nella regione della Dancalia meridionale, sulla costa occidentale del Mar Rosso. Nel 1929 contava 1 500 abitanti (di cui 15 italiani), saliti a 3 500 nel 1933, a 8 000 nel 1938 (di cui 800 italiani) e a 39 600 nel 1989.
La baia di Assab fu acquistata nel 1869 dalla Società di navigazione Rubattino per conto del governo italiano. Annessa ufficialmente tredici anni dopo, divenne il primo embrione del futuro Impero coloniale italiano.

## Geografia fisica

### Territorio
La città, situata nell'Eritrea meridionale, si affaccia sulla baia omonima, lungo la costa occidentale del Mar Rosso. Sorge tra due baie, quella di Buia a sud e quella di Lumah a nord.

### Clima
Assab presenta il tipico clima desertico caldo (BWh secondo la classificazione Köppen) del bassopiano della Dancalia. Le temperature superano i 40 °C nei mesi estivi, mentre le precipitazioni piovose sono molto scarse, non superando i 40 mm annui.

## Storia

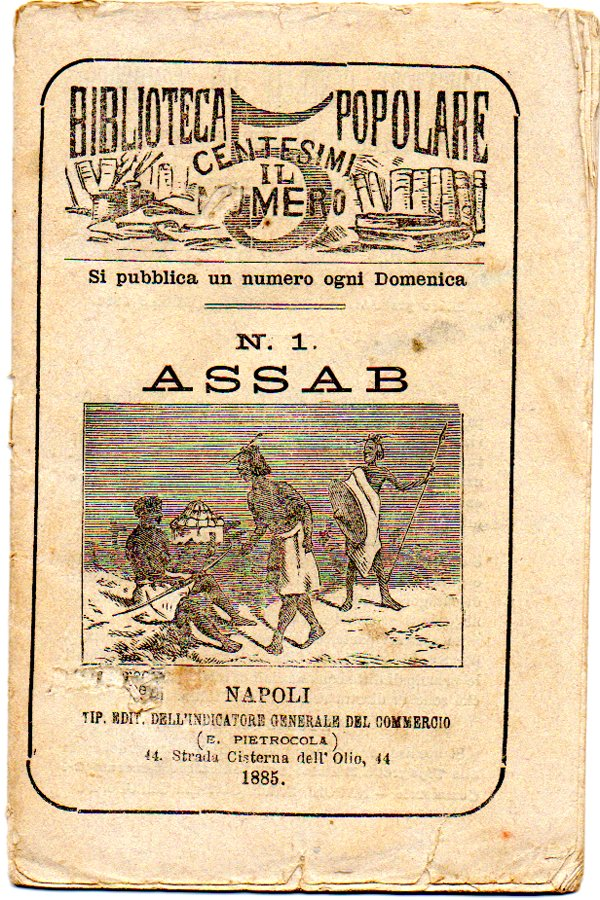
Biblioteca Popolare E. Pietrocola anno 1885

Nell'antichità sorgeva nei pressi di Assab la città di Arsinoe.

### Sotto gli italiani
Il 15 novembre 1869, Giuseppe Sapeto acquistò dai sultani fratelli Ibrahim e Hassan ben Ahmad, per la somma di seimila talleri di Maria Teresa, da versare entro 100 giorni, un territorio lungo circa 6 km tra il monte Ganga e il capo Lumah. Per ragioni politiche (l'Egitto vantava pretese sull'area, spalleggiato dal Regno Unito) venne scelto di far apparire la Società di navigazione Rubattino, e non il governo italiano, come acquirente. La compagnia navale dichiarò di voler fare dello scalo un deposito di carbone per le navi. L'11 marzo 1870 l'acquisto fu ratificato dal governo italiano e l'accordo fu definitivamente concluso. Il possedimento fu delimitato da dei cartelli segnaletici e sulle rive della baia fu innalzata una baracca affidata alla custodia di due indigeni. Due giorni dopo vennero acquistate (o prese in gestione) anche le due isole vicine di Omm el Bahar e di Ras el-Raml dal sultano di Raheita Berehan Dini. Pochi giorni dopo la definitiva partenza di Sapeto da Assab, il 29 aprile, un'unità della marina egiziana fece un sopralluogo sull'area, distruggendo la casupola e abbattendo i pali.
Per diversi anni, tuttavia, il possedimento fu completamente dimenticato e abbandonato a sé stesso. Nel dicembre 1879 il piroscafo Messina della Rubattino, scortato dall'avviso Esploratore e dalla goletta Ischia della Regia Marina, fece sbarcare nella baia di Assab una squadra di operai per costruire una serie di infrastrutture portuali, dei pozzi e un distillatore. A protezione dei lavoratori venne fatto scendere a terra anche un picchetto armato di 17 marinai al comando del tenente di vascello Martini. Nell'agosto dello stesso anno il possedimento fu ingrandito con l'acquisto dell'isolotto di Sennabor, posto a nord della baia, e di un tratto di costa posto a settentrione di Assab. Il 9 gennaio 1881 la bandiera italiana fu inalberata, sancendo così l'inizio della dominazione coloniale. Solamente il 10 marzo 1882, però, Assab e la sua baia furono ufficialmente acquistati dall'Italia.
Dalla città furono poste le basi affinché venisse creata nel 1890 l'Eritrea italiana, che dopo la guerra d'Etiopia, nel 1936, fu unificata nell'Africa Orientale Italiana.

### La conquista britannica
Durante la seconda guerra mondiale fu conquistata dalle truppe britanniche il 12 giugno 1941. Nel dopoguerra divenne il principale scalo portuale dell'Etiopia, anche grazie al forte impulso datogli dalla costruzione di una raffineria di petrolio da parte dell'Unione Sovietica. I britannici restarono fino al 1952.

### Nella guerra Etiopia-Eritrea
Durante la guerra Etiopia-Eritrea fu ripetutamente bombardata dall'aviazione militare di Addis Abeba. A seguito dello scoppio del conflitto e della conseguente chiusura della frontiera tra i due Paesi, Assab ha perso il suo importante ruolo di scalo portuale per le merci dirette in Etiopia, a vantaggio di Gibuti.
Dal settembre 2015 l'esercito degli Emirati Arabi Uniti, impegnato nella guerra civile yemenita, in accordo con il governo eritreo, ha iniziato a costruire una base navale nei pressi dell'aeroporto di Assab.

## Infrastrutture e trasporti

### Porti
Inizialmente il porto di Assab era considerato come inadeguato per lo sfruttamento del territorio e fu quindi adibito al rifornimento del carbone per le navi.
Assab divenne il principale luogo di arrivo e distribuzione degli aiuti internazionali (Food Aid) durante la guerra d'indipendenza eritrea e la conseguente carestia degli anni ottanta.
All'inizio degli anni novanta, le installazioni portuali sono state considerevolmente estese con la costruzione di un nuovo terminale. Ciononostante, il porto di Assab conosce oggi un periodo di declino, a seguito del conflitto contro l'Etiopia che causa l'arresto delle attività commerciali tra i due Stati.

### Aeroporti
La città è servita dall'aeroporto di Assab, situato a 15 km a nord-ovest.